# 大树里站
大树里站位于甘肃省酒泉市金塔县航天路西侧，是清绿铁路一个中间车站，西临若水，与大树里生活区相隔S315省道。因附近有生命力顽强的胡杨树而得名“大树”，为纪念所属部队曾参加抗美援朝的历史，结尾仿照朝鲜地名加上“里”。大树里站为雷达测量站站部及雷达主站驻地，部署有大型光电望远镜。大树里站设置有通往东风航天城观光的检查站。大树里站在中国航天测控网络中的代号为“双城”。
2021年12月15日，清绿铁路完成63年航天运输任务圆满退役，其航天运输任务由酒额铁路酒泉至东风段取代，其中清水至上元区间废弃，大树里站随上元至东风区间改建为酒额铁路。12月26日，酒泉至额济纳铁路酒泉至东风段建成通车。